# Cine Locuras
Cine locuras és una sèrie de còmic creada per Alfons Figueras i Fontanals per a l'editorial Bruguera el 1969, quan va tornar d'una estada d'uns 10 anys a Venezuela. Es va estrenar a la revista Pulgarcito de l'u de setembre del 1969. La sèrie parodia la guerra amb el relat de les aventures d'un director de cine que grava escenes d'una guerra amb uns soldats amb molt poca traça. Posteriorment, el personatge del director de cine desapareix de la sèrie. Era una de les seves sèries amb les quals se sentia més identificat.